# 姫室町
姫室町（ひめむろちょう）は、大阪府池田市にある地名である。丁番をもたない単独町名である。郵便番号は 563-0046 である。当地域の人口は、2017年12月末時点で 1,011 人である（池田市市民生活部総合窓口課の資料による）。面積は、2018年3月末時点で 0.116 平方キロメートルである（池田市市長公室広聴文書課の資料による）。

## 地理
池田市の南西部に位置する。北は、室町と接しており、東は、呉服町と接している。南は、神田四丁目と接しており、西は、桃園一丁目、二丁目と接している。呉服町との境を兵庫県道・大阪府道113号伊丹池田線が通っている。当地域の北部を、東西に市道満寿美猪名川線が通っている。当地域は、池田市立呉服小学校および池田市立池田中学校の校区に含まれる。

## 歴史
箕面有馬電気軌道（現在の阪急電鉄）の池田車庫があった場所（現在の槻木町）の付近に、呉織と漢織が葬られたとされる塚が存在し、「くれむろ」「あやむろ」と呼ばれた。後年になって、それらが「梅室」「姫室」と呼称されるようになった。この「姫室」が、姫室町の地名の由来となっている。
- 1921年（大正10年） - 地名変更が行われ、「姫室」の地名が登場する[10]。
- 1939年（昭和14年）4月1日 - 東雲小学校（現在の池田市立呉服小学校）が創立される[11][12]。
- 1944年（昭和19年）4月1日 - 姫室、高砂の一部が姫室町一丁目に、瓢箪山の全域、東雲の一部が姫室町二丁目に変更される[13]。
- 1966年（昭和41年）12月1日 - 姫室二丁目の全域、姫室一丁目、桃園町、神田町の各一部が、姫室町に変更される[14][1]。
- 1968年（昭和43年） - 呉服小学校音楽堂が竣工される[15]。
- 1985年（昭和60年）4月 - 姫室・室町会館が開館される[16]。
- 2008年（平成20年） - 呉服小学校音楽堂がリニューアルして「池田市立くれは音楽堂」として開設され、市民も利用可能となる[17][18]。
- 2008年（平成20年）6月 - 有料老人ホーム「ナチュラルケア池田」が開設される[19]。
- 2014年（平成26年）みくり食堂が開店される[20]。

## 施設
- 池田市立呉服小学校[3]
- くれは音楽堂[3]
- ひめむろこども園[3]
- ローソン 池田くれは[21]
- ほっともっと 池田姫室町店[22]
- みくり食堂[20]